# Claudio Argento
Claudio Argento (Roma, 15 settembre 1943) è un produttore cinematografico e sceneggiatore italiano.

## Biografia
Figlio del produttore cinematografico Salvatore Argento, ha prodotto molti film diretti dal fratello maggiore Dario. 
È anche il cugino del giornalista Vittorio Argento e zio delle attrici Asia e Fiore Argento.
La sua produzione più importante, tra quelle non dirette dal fratello, è il cult di Alejandro Jodorowsky Santa Sangre (1989), per il quale, oltre a ricoprire le vesti del produttore, ha partecipato alla scrittura della sceneggiatura.

## Filmografia
- Le cinque giornate (1973) di Dario Argento
- Profondo rosso (1975) di Dario Argento
- Suspiria (1977) di Dario Argento
- Zombi (1978) di George A. Romero
- Inferno (1980) di Dario Argento
- Tenebre (1982) di Dario Argento
- Piccoli fuochi (1985) di Peter Del Monte
- Luci lontane (1987) di Aurelio Chiesa
- Santa Sangre (1989) di Alejandro Jodorowsky
- Due occhi diabolici (1990) di George A. Romero e Dario Argento
- Nero. (1992) di Giancarlo Soldi
- Il fantasma dell'Opera (1998) di Dario Argento
- Scarlet Diva (2000) di Asia Argento
- Non ho sonno (2001) di Dario Argento
- Il cartaio (2003) di Dario Argento
- Ti piace Hitchcock? (2005) di Dario Argento
- La terza madre (2007) di Dario Argento
- Giallo (2009) di Dario Argento